# Sant Lluís
|  | Per a altres significats, vegeu «Sant Lluís (desambiguació)». |

Sant Lluís és una població i municipi de Menorca. La població es diferencia de la resta de poblacions menorquines en el fet que va ser fundada pels francesos, durant la seva breu dominació de l'illa, al segle xviii.

## Etimologia
El nom de la població el va determinar en governador francès de l'època, en honor del rei Lluís IX de França, que és venerat com a sant per l'Església catòlica.

## Entitats de població
| Entitat de població  | Habitants (2006) |
| -------------------- | ---------------- |
| Alcalfar             | 130              |
| Algar, s'            | 356              |
| Biniancolla          | 83               |
| Binibèquer Nou       | 369              |
| Binibèquer Vell      | 281              |
| Binissafúller-Platja | 169              |
| Binissafúller Roters | 104              |
| Cap d'en Font        | 114              |
| Pou Nou-Consell      | 265              |
| Punta Prima          | 316              |
| Sant Lluís           | 3.133            |
| Son Remei-Son Ganxo  | 187              |
| Torret               | 204              |
| Ullastrar, s'        | 154              |
| Font: Idescat        |                  |

## Història

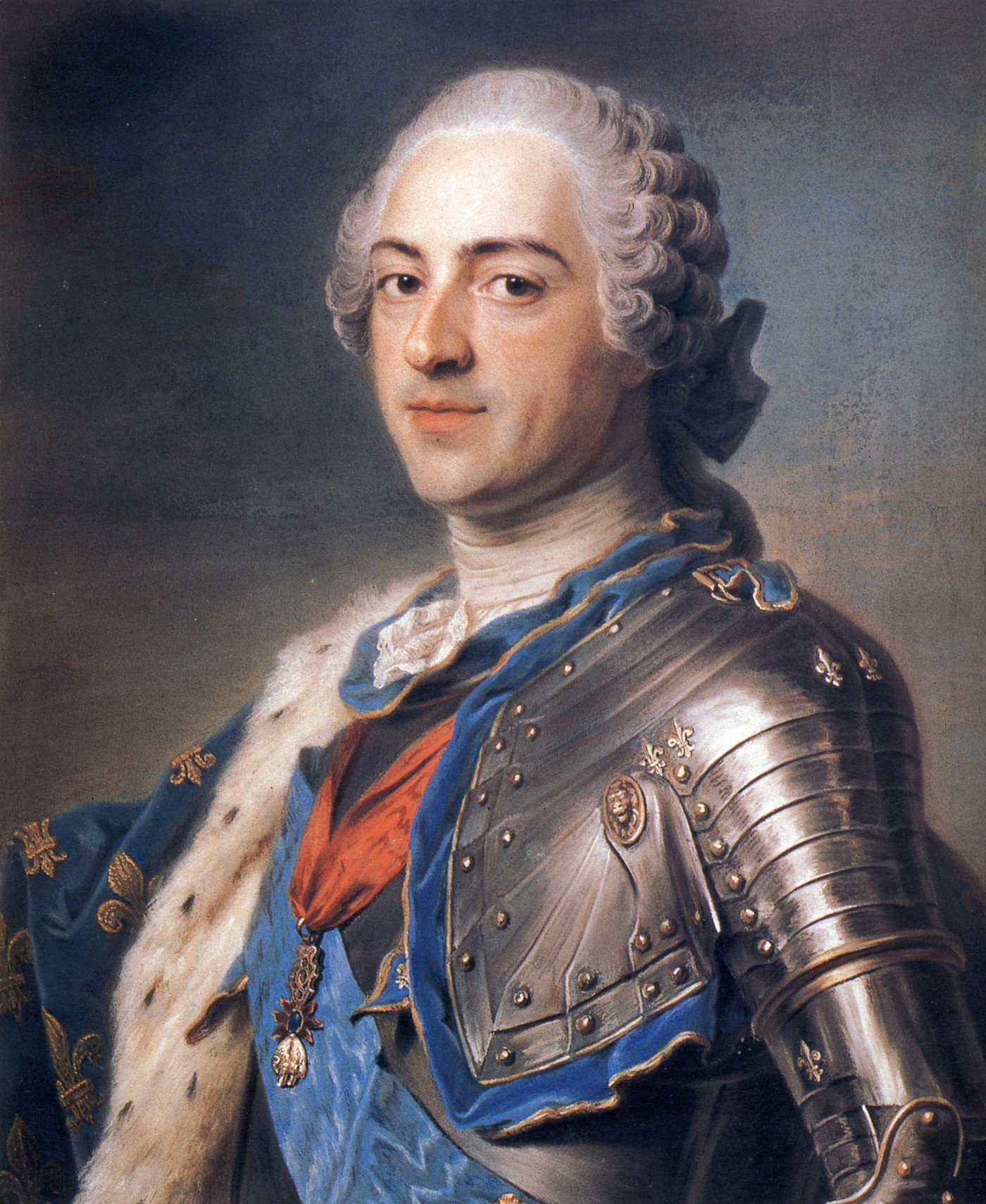
Lluís XV de França

Durant la breu dominació francesa de l'illa de Menorca, de 1756 a 1763, el comte de Lannion, governador de Menorca, va ordenar la construcció de la petita població de Sant Lluís, per a agrupar la població dispersa dels llogarrets d'aquesta zona, tal com havien demanat els habitants de la zona. Això es va començar a fer en octubre de 1762 i entorn d'una església, l'església de Sant Lluís, iniciada el 1761 i dedicada al rei de França Lluís IX. L'intendent Antoine de Causan dibuixà el plànol del futur poble, amb un traçat ortogonal propi de l'època a França, i incloent-hi ja els noms dels carrers, que encara es conserven. Els francesos no pogueren veure conclosa la seva obra perquè en 1763 hagueren d'entregar l'illa als britànics, en virtut del Tractat de París.
Des de la seva creació fins al 7 de juny de 1904, Sant Lluís va romandre sota l'administració de Maó, amb l'excepció dels tres períodes constitucionals en el segle xix. Aquest dia, sota el domini del rei espanyol Alfons XIII, la diputació provincial acordà separar el poble de Sant Lluís i els seus caserius del municipi de la capital. Dos mesos després, es va construir l'ajuntament de Sant Lluís, i Pedro Tudurí va ser escollit el primer alcalde del nou municipi.
Envoltant la població, encara es troben alguns dels antics llocs, avui convertits en zona residencial, que mantenen la seva singularitat arquitectònica.

## Política i govern

### Alcaldes i alcaldesses electes (1979 - 2023)
| Legislatura | Període           | Alcalde o alcaldessa                   | Partit polític | Govern                  |
| ----------- | ----------------- | -------------------------------------- | -------------- | ----------------------- |
| I           | 1979 - 1983       | Francesc Pons Olives                   |                | Majoria absoluta        |
| II          | 1983 - 1987       | Francesc Pons Olives                   | Independents   | Majoria absoluta        |
| III         | 1987 - 1991       | Francesc Pons Olives                   | Independents   | Majoria absoluta        |
| IV          | 1991 - 1995       | Pedro Pons Vidal                       |                | Govern en minoria       |
| V           | 1995 - 1999       | Francesc Pons Olives (1995 - 1997)     | INME           | Govern PSOE, INME i PSM |
| V           | 1995 - 1999       | Heribert Anglada Tudurí (1997 - 1999)  |                | Govern PSOE, INME i PSM |
| VI          | 1999 - 2003       | Llorenç Carretero Tudurí (1999 - 2001) |                | Govern PSOE i INME      |
| VI          | 1999 - 2003       | Miquel Pons Victory (2001 - 2003)      | INME           | Govern PSOE i INME      |
| VII         | 2003 - 2007       | Llorenç Carretero Tudurí               |                | Govern PSOE i PSM       |
| VIII        | 2007 - 2011       | Llorenç Carretero Tudurí               |                | Govern PSOE, PSM i EM   |
| IX          | 2011 - 2015       | Cristóbal Coll Alcina                  |                | Majoria absoluta        |
| X           | 2015 - 2019       | Montse Morlà Subirats                  |                | Govern Volem, PSOE i Pi |
| XI          | 2019 - 2023       | Carol Marquès Portella                 |                | Govern PSOE i Volem     |
| XII         | 2023 - actualitat | Loles Tronch Folgado                   |                | Govern PP i Per Balears |

## Cultura

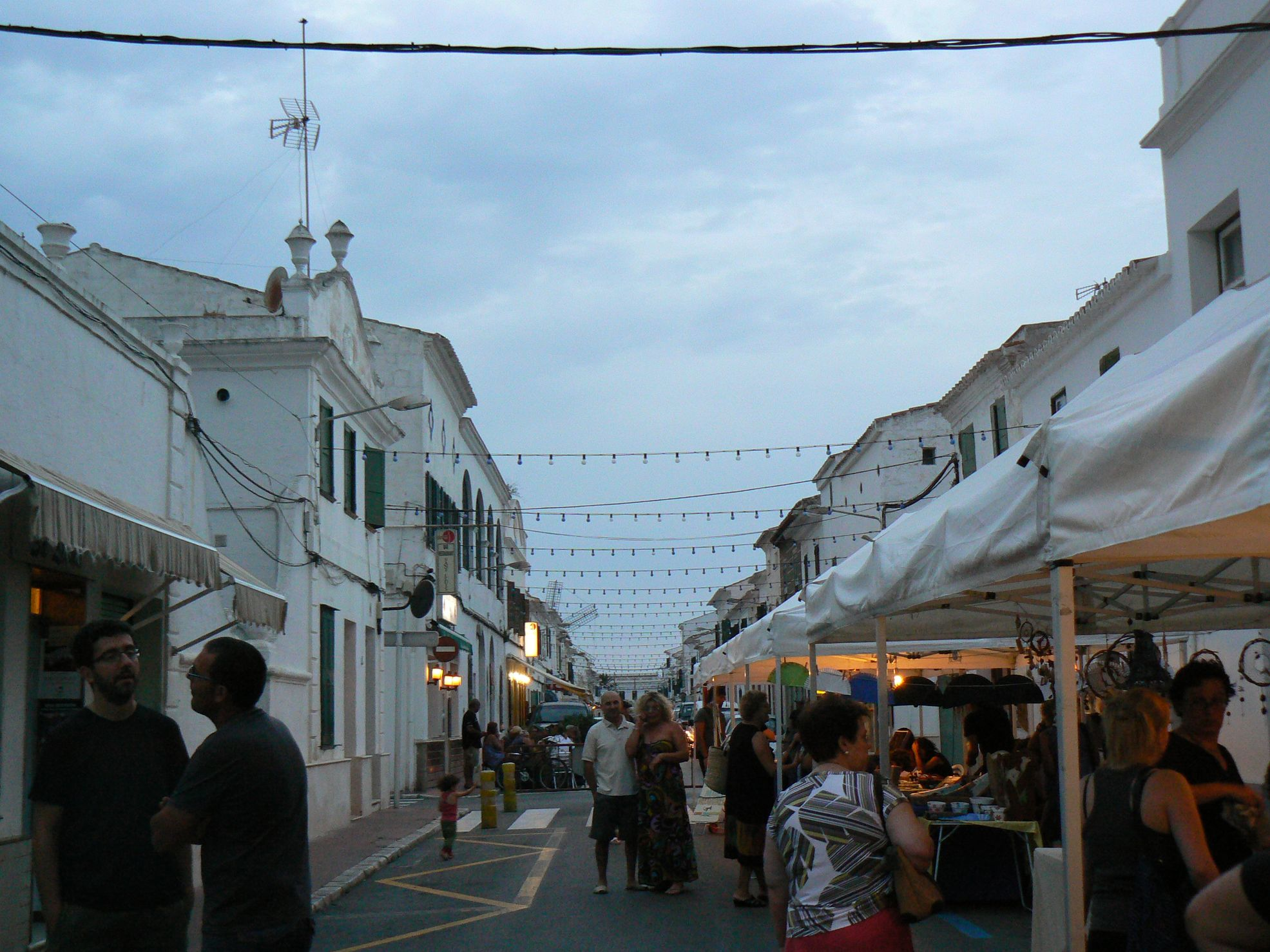
Mercat de carrer a Sant Lluís

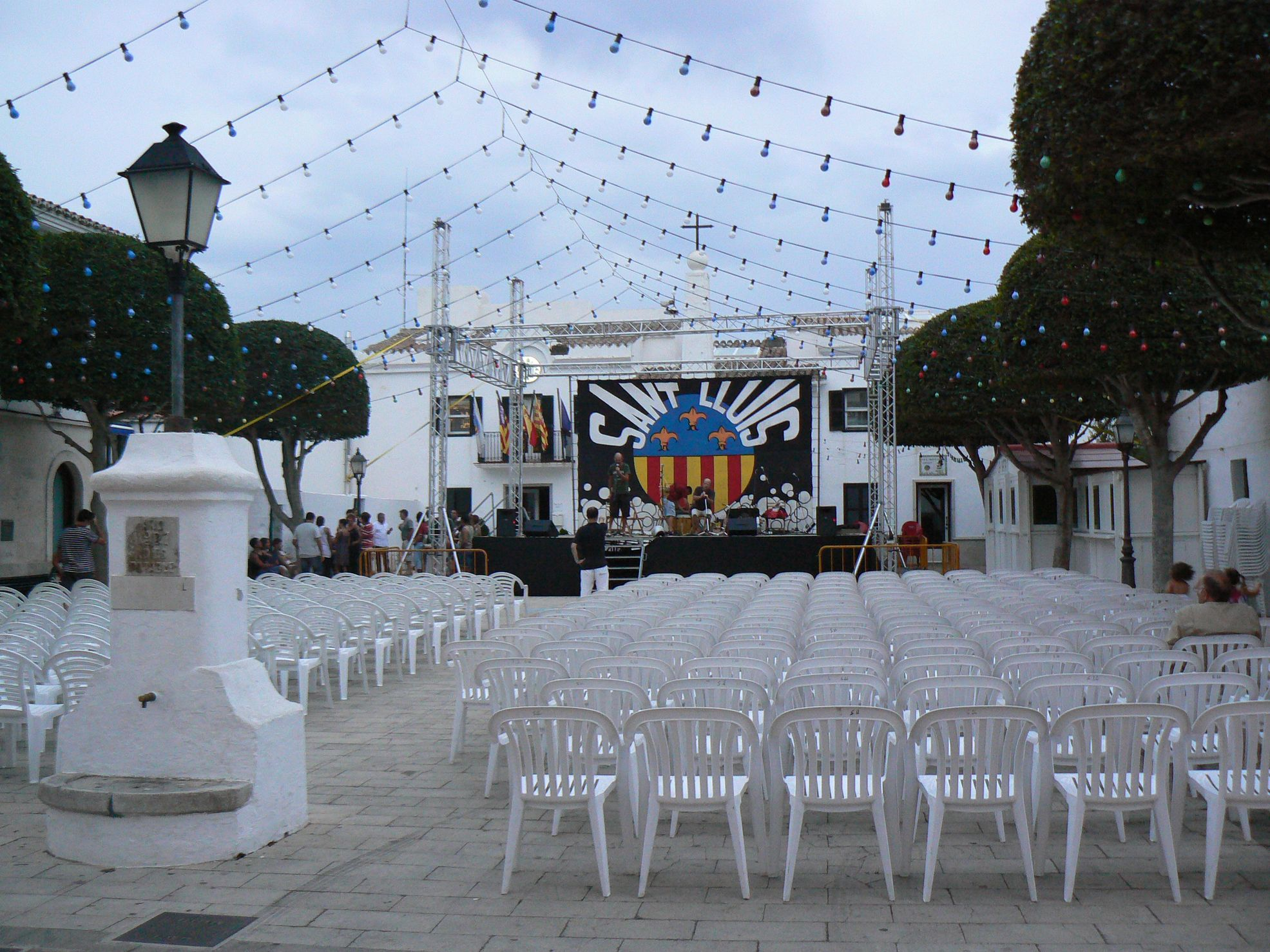
Preparant el pregó de les festes

Les manifestacions artístiques es donen cita durant els mesos de juliol i agost, amb nombroses activitats que inclouen concerts, exposicions, teatre, etc. Al poble de Sant Lluís es fa un mercat de compra i venda d'obres d'art, anomenat Mercat d'Art, que posa a mans de tots els interessats, per un preu assequible, ceràmiques i pintures dels artistes locals. La tradició musical apareix reflectida amb el «Deixem lo dol», càntic alegre de la Resurrecció del Senyor, que un grup format per veïns del mateix poble interpreta el Diumenge de Pasqua a diversos escenaris. Sant Lluís compta amb una banda de tambors i cornetes, un grup de majorets, una coral, una escola de ball popular, un grup de geganters i una publicació periòdica local: la revista S'Auba.

### Joc de bolla
El joc de la bolla és un joc semblant al de la petanca, si bé presenta certes característiques i unes regles de joc que li confereixen una personalitat pròpia. Era un joc molt estès a tota l'illa de Menorca, però actualment la seva pràctica es restringeix exclusivament a la pista de joc o «jugadero» del CCD Sant Lluís.

### Festes de Sant Lluís
Les festes majors de Sant Lluís són les festes patronals del poble de Sant Lluís, d'origen religiós i dedicades al sant patró Sant Lluís IX. Se celebren dia 25 d'agost, encara que si aquesta data cau en dia feiner es traslladen al cap de setmana següent. El programa festiu abasta les setmanes anterior i posterior a la festivitat, amb la celebració de nombrosos actes esportius i culturals. Tanmateix, com a tota festa major menorquina, els actes festius de més rellevància són els que protagonitzen el cavall i el genet: cavalcada, jaleo, missa de caixers (genets), etc. Com en les altres festes majors de l'illa, hi ha també una obertura oficial amb la lectura del pregó, i un final amb desfilada de carrosses i focs artificials, a més de música i ball al carrer. Durant les festes hom menja les pastisseries típiques —que inclouen formatjades, robiols, coca bamba, pastissets, etc. i hom beu pomada.

## Turisme

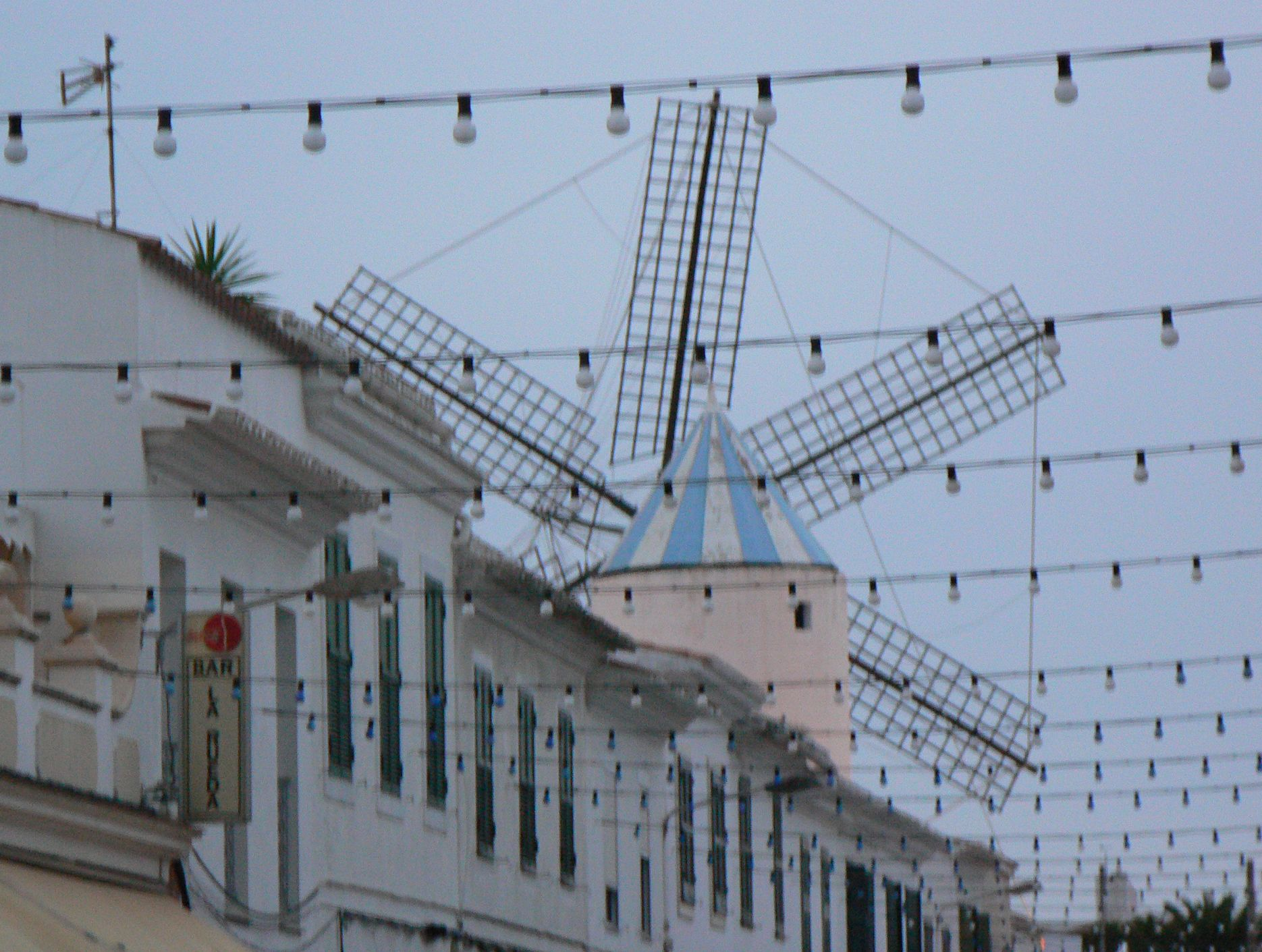
Carrer de Sant Lluís. Al fons, el Molí de Dalt

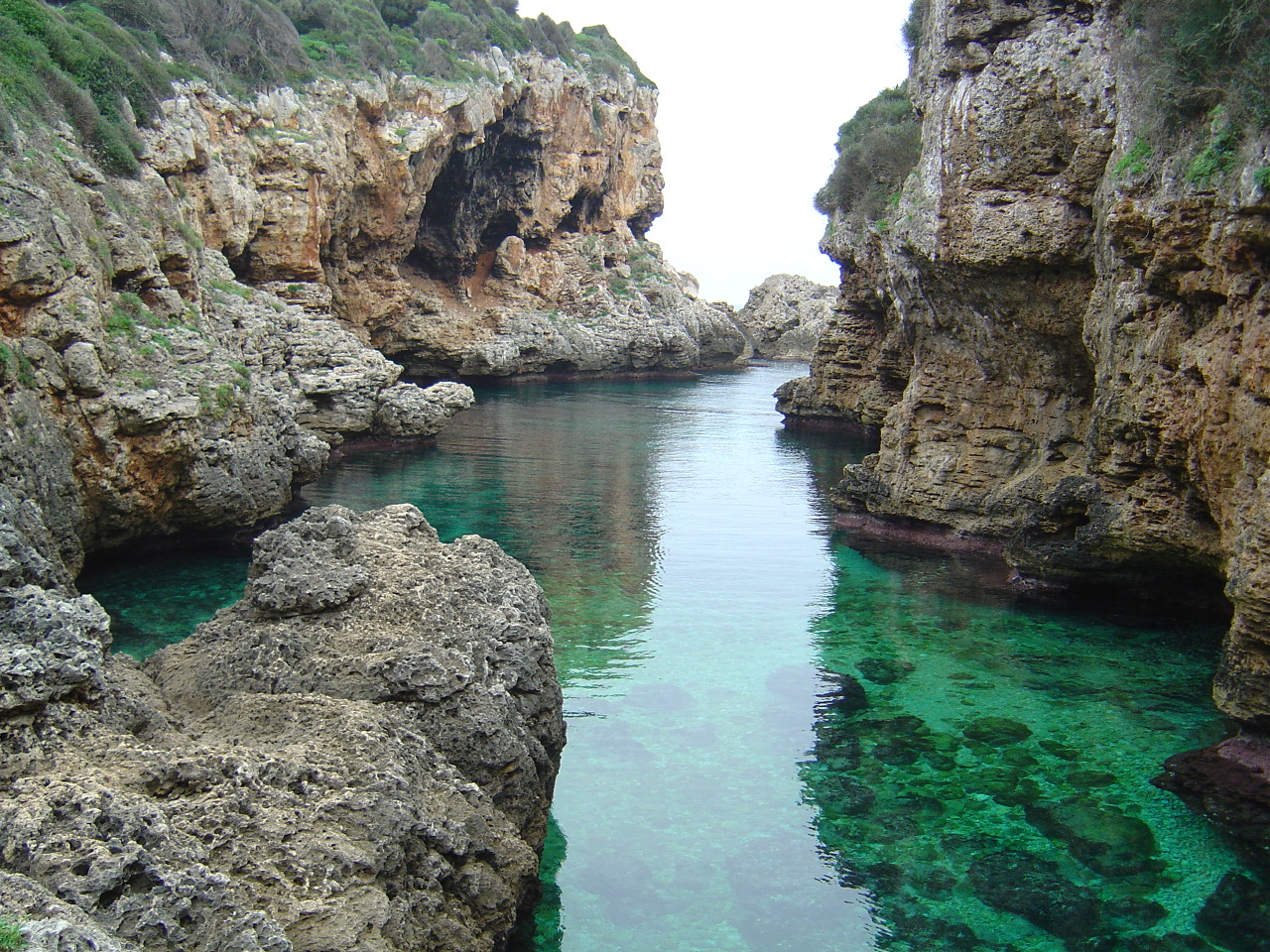
Cala Rafalet

El poblet de Sant Lluís està format per carrers estrets vorejats de cases blanques de dos pisos, com els altres pobles típics menorquins d'arquitectura tradicional. D'entre aquests edificis, destaquen l'església parroquial de Sant Lluís i —davant aquesta— l'ajuntament, així com algunes construccions d'estil afrancesat i els molins de vent. El molí més representatiu és el molí de Dalt, també conegut com a Molí de Sant Lluís —un molí blanc i blau reconvertit en museu etnològic— amb les seves aspes completes i la maquinària reconstruïda amb peces originals.
El litoral de Sant Lluís està dedicat al turisme, i s'hi alternen platges amb modernes urbanitzacions —com Alcalfar, s'Algar, Binibèquer Vell, Binissafúller o Punta Prima—, a l'extrem sud-est de l'illa, i on es pot visitar la torre de defensa costanera de Punta Prima. La torre de Binifadet és una altra torre defensiva a la costa d'aquest municipi, on també es pot visitar el Torret de Baix i Son Ganxo. Algunes cales que cal destacar són la cala de Biniancolla, la cala de Binibèquer i la cala de Binisafúller.
Els aficionats a l'arqueologia poden visitar el poblat talaiòtic de Binisafullet Nou, habitat des de l'any 1500 aC fins al segle ii aC i descobert l'any 1988; la Cova des Trull, convertida en trull en els temps prehistòrics per a l'elaboració de l'oli i ubicada a la Cala Rafalet; Biniparratx, amb onze coves excavades als penya-segats, com a necròpolis, els segles VI i V aC; Binissafúller, amb una altra necròpolis prehistòrica, i formada per quinze coves artificials, una de les quals compta amb un esplèndid pilar central amb un nínxol vertical centrat; i el poblat de Biniparratx Petit, que es caracteritza per un gran talaiot i diverses construccions.